# Национальное революционное движение за развитие
Национальное революционное движение за развитие (фр. Mouvement révolutionaire national pour le développement, MRND) — бывшая руандийская политическая партия, являвшаяся правящей во времена президентства Жювеналя Хабьяриманы с 1975 по 1994 год. С 1978 по 1991 год была единственной законной партией страны. Основу партии составляли Хуту, преимущественно выходцы из Северной Руанды, родного региона президента Хабьяриманы. В 1991 году партия была переименована в Национальное республиканское движение за демократию и развитие (фр. Mouvement républicain national pour la démocratie et le développement).
После геноцида в 1994 году партия была запрещена.

## История
Партия была основана Хабьяриманой 5 июля 1975 года, ровно через два года после организованного им государственного переворота, в ходе которого был свергнут первый президент страны Грегуар Кайибанда. Хабьяримана установил тоталитарный режим и запретил партию Пармехуту, в которой доминировали хуту из южной Руанды. В 1978 году был проведён референдум о принятии новой конституции. В ней был установлен статус НРДР как единственной законной партии и объявлено, что каждый гражданин Руанды автоматически становится её членом.
В том же году состоялись президентские выборы, на которых Хабьяримана был единственным кандидатом. Он был переизбран с результатом в 99% голосов. В 1981 году были проведены парламентские выборы, на которых за каждое из 64 мест боролись по два кандидата от НРДР. Хабьяримана снова переизбирался в 1983 и 1988 годах, и в те же годы проходили парламентские выборы.
Название партии было изменено после легализации оппозиционных партий в 1991 году. Молодежное крыло партии, Интерахамве, позднее превратилось в крупную военизированную группировку, сыгравшую ключевую роль в геноциде тутси. После убийства Хабьяриманы в апреле 1994 года радикальные элементы партии стали главными зачинщиками геноцида; Коалиция в защиту Республики (CDR), сыгравшая значительную роль, изначально была жесткой фракцией НРДР, которая стала отдельной партией.
После того, как власть в Руанде перешла к состоящему в основном из тутси Руандийскому патриотическому фронту, и НРДР, и CDR были отстранены от власти и запрещены в июле 1994 года.

## Идеология
Хабьяримана был описан как относительно умеренный политик, однако партия использовала методы пропаганды крайне правых, этнически дискриминируя тутси, продвигая консервативную социальную программу и являясь антикоммунистами.

## Результаты выборов

### Президентские выборы
| Год  | Кандидат             | Голоса | %      | Результат |
| ---- | -------------------- | ------ | ------ | --------- |
| 1978 | Жювеналь Хабьяримана |        | 98.99% | Победа    |
| 1983 | Жювеналь Хабьяримана |        | 99.97% | Победа    |
| 1988 | Жювеналь Хабьяримана |        | 99.98% | Победа    |

### Парламентские выборы
| Год  | Лидер партии         | Голоса    | %    | Места    | +/–  | Место | Результат                    |
| ---- | -------------------- | --------- | ---- | -------- | ---- | ----- | ---------------------------- |
| 1981 | Жювеналь Хабьяримана | 2,100,770 | 100% | 64 из 64 | ▲ 64 | ▲ 1   | Единственная законная партия |
| 1983 | Жювеналь Хабьяримана | 2,364,592 | 100% | 70 из 70 | ▲ 6  | ▬ 1   | Единственная законная партия |
| 1988 | Жювеналь Хабьяримана | 2,701,682 | 100% | 70 из 70 | ▬    | ▬ 1   | Единственная законная партия |